# Gule Wamkulu

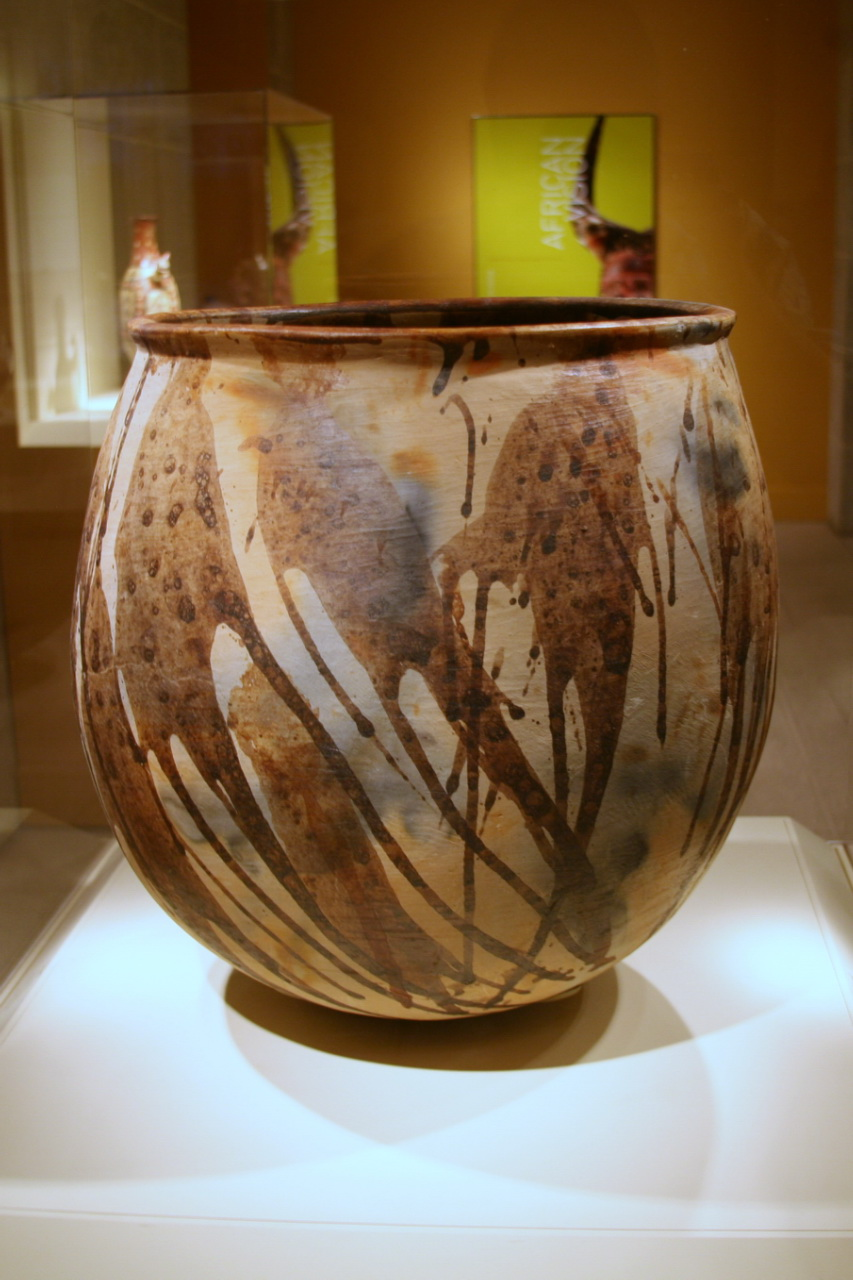
Chewa-pot wordt onder andere gebruikt om kuchasu op te slaan

Gule Wamkule, ook wel de Grote Dans, is een dansritueel uit Malawi, Mozambique en Zambia. Het dansritueel wordt opgevoerd tijdens begrafenissen en initiaties. Voor het optreden wordt kuchasu (een soort bier) gedronken.
Gule Wamkule werd in 2005 opgenomen op de Lijst van Meesterwerken van het Orale en Immateriële Erfgoed van de Mensheid.